# Sparbanken Bergslagen
Sparbanken Bergslagen är ett bankaktiebolag med verksamhet i sju kommuner i Bergslagsregionen. Banken har sitt säte i Lindesberg och avdelningskontor i Nora, Frövi, Kopparberg, Storfors, Hedemora och Säter. Verksamheten består till största delen av in- och utlåning till privatkunder samt till små och medelstora företag.
Sparbanken Bergslagen bildades i början av 2024 genom en fusion av Bergslagens Sparbank och Södra Dalarnas Sparbank. Den ägs till lika delar av Sparbanksstiftelsen Bergslagen och Sparbanksstiftelsen Södra Dalarna.

## Historik
Sparbanken Bergslagen har anor bakåt till oktober 1835 då Nora Sparbank grundades. Drygt ett år senare, i januari 1837, bildades sparbanken i Dala-Husby. Under 1850- och 1860-talet grundades även Fellingsbro Sparbank (1855), Kopparbergs Sparbank (1858), Lindes Sparbank (1859), Hedemora Sparbank (1862) och Stora Skedvi Sparbank (1863).
År 1967 slogs Lindes Sparbank ihop med Kopparbergs Sparbank och bildade Bergslagens Sparbank och 1970 fusionerades även Fellingsbro Sparbank in. Samma år (1970) bildades Sparbanken HHS genom en sammanslagning av sparbankerna i Hedemora, Husby och Stora Skedvi. Sparbanken HHS bytte 2003 namn till Södra Dalarnas Sparbank.
År 2000 ombildades Bergslagens Sparbank till ett aktiebolag där den nybildade Sparbanksstiftelsen Bergslagen ägde 52 procent och Föreningssparbanken (senare Swedbank) ägde resterande del. I samband med ombildningen införlivades även sparbanken i Nora i det nya aktiebolaget. I juni 2010 blev Bergslagens Sparbank helägt av Sparbanksstiftelsen Bergslagen efter att stiftelsen hade förvärvat Swedbanks del. År 2019 ombildades även Södra Dalarnas Sparbank till aktiebolag och där kom Sparbanksstiftelsen Södra Dalarna att bli ensam ägare.
I maj 2023 meddelade Bergslagens Sparbank och Södra Dalarnas Sparbank att de avsåg genomföra ett samgående mellan de båda bankerna. Fusionen genomfördes den 2 januari 2024 och bildade Sparbanken Bergslagen.